# Parapoynx stratiotata

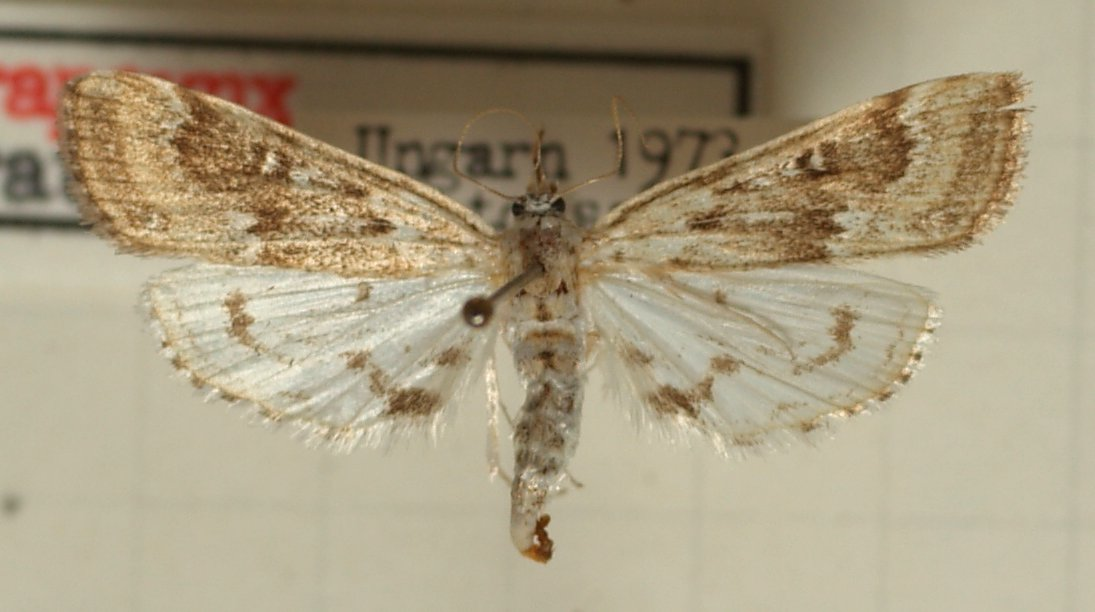
Präparat aus dem Museum Koenig

Parapoynx stratiotata, im Deutschen gelegentlich Wasseraloe-Zünsler genannt, ist ein Schmetterling aus der Familie der Crambidae. Die Art ist europaweit verbreitet.

## Merkmale
Die Falter erreichen eine Flügelspannweite von 17 bis 23 Millimeter bei den Männchen und 20 bis 27 Millimeter bei den Weibchen. Die Färbung der Vorderflügel ist variabel, das Farbspektrum reicht von weißlich braun bis braun und gelegentlich auch bis schwarzbraun. Im Mittelmeerraum sind die Falter im Sommer kleiner und dunkler. Das Mittelfeld ist sehr fahl, vor allem bei den Männchen ist der Innenrand sehr undeutlich. Der Diskozellularfleck ist braun umrandet und hat ein fahles Zentrum. Der Submarginalbereich hat die gleiche Färbung wie die übrigen Bereiche des Vorderflügels. Das Mittelfeld ist zum Flügelaußenrand hin gerandet, der Submarginalbereich ist bei den Männchen in Richtung Basis weiß gerandet und bei den Weibchen mehr oder weniger reduziert. Die Hinterflügel sind weiß und mit einer schwärzlichen Distallinie gezeichnet, an deren Innenseite in unmittelbarer Nähe eine schwache Proximallinie verläuft. Der Submarginalbereich ist bräunlich. An der Basis der Fransenschuppen befinden sich weit auseinander liegende, dunkle Flecke.
Bei den Männchen ist der Gnathos lang und schmal und nicht mit Zähnen versehen. Die Valven sind schmal und ohne besondere Merkmale. Sie weiten sich distal leicht und haben in der Mitte einige Borsten. Der hintere Rand ist in der Mitte leicht konkav. Die Juxta ist eiförmig. Der Phallus ist filigran und ohne besondere Merkmale, der Bulbus ejakulatoris mündet im basalen Drittel.
Bei den Weibchen ist der Oviscapter relativ lang. Die Apophyses anteriores sind kürzer als die Apophyses posteriores. Das Colliculum ist schmal. Das Signum besteht aus zwei kurzen, parallelen und sehr schmalen Kämmen, die von einem schwach sklerotisierten Bereich umgeben sind.
Die Raupe ist gelblich durchscheinend und besitzt je nach Raupenstadium eine unterschiedliche Zahl an weißlichen Tracheenkiemen. Der Verdauungstrakt ist sichtbar. Die Hakenkränze der Bauchbeine haben eine einreihig biordinal-kreisförmige Gestalt.
Die Puppe ist gelblich. Unmittelbar vor dem Schlüpfen werden die Flügel dunkel graubraun, dann werden auch der dunkle Diskozellularfleck und die Augen sichtbar.

## Verbreitung
Die Art ist in Europa und Asien weit verbreitet. Man findet sie von Spanien bis in den Fernen Osten. In Europa reicht das Verbreitungsgebiet im Norden bis zu den Britischen Inseln einschließlich Irland und im Süden bis Sardinien, Sizilien und Griechenland. Die Art kommt auch in Nordafrika, im Libanon, der Türkei, in Aserbaidschan, Kirgisistan, Usbekistan und in der China vor.

## Biologie
Die oligophagen Raupen sind sehr aktiv und leben ziemlich tief im Wasser in röhrenartigen Gespinsten aus zusammengesponnenen Teilen von Wasserpflanzen. Gelegentlich verlassen sie dieses lockere Gespinst, um sich mit oszillierenden Bewegungen des Vorderkörpers sauerstoffreiches Wasser zuzufächeln. Die wichtigste Nahrungspflanze ist Ähriges Tausendblatt (Myriophyllum spicatum), daneben werden in der Literatur auch Wasserpest (Elodea), Krebsschere (Stratiotes aloides), Raues Hornblatt (Ceratophyllum demersum), Sumpf-Wasserstern (Callitriche palustris), Wassernuss (Trapa natans), Krauses Laichkraut (Potamogeton crispus), Hydrocharis, Weiße Seerose (Nymphaea alba), Gewöhnlicher Froschlöffel (Alisma plantago-aquatica) und Quirliges Tausendblatt (Myriophyllum verticillatum) genannt. Die Raupe überwintert. Zur Verpuppung spinnt sie einen weißlichen, dichten Kokon. Dieser ist mit Luft gefüllt und an einem Stängel der Wirtspflanze befestigt. Beim Schlupf lassen die Falter feine haarige Schuppen auf der Wasseroberfläche zurück. Die Flugzeit reicht von Mai bis September, in klimatisch günstigen Regionen werden vermutlich mindestens zwei Generationen pro Jahr gebildet.

## Systematik
Leraut untersuchte größere Reihen von Faltern aus Nordafrika und Europa und stellte fest, dass die Genitalien bei beiden Geschlechtern de facto jeweils identisch sind. Demzufolge ist die Ausbildung kleinerer Signa auf der Bursa bei den Weibchen innerhalb bestimmter Populationen variabel und kann nicht als Unterscheidungsmerkmal herangezogen werden. Die Falter aus Marokko sind ebenso wie diejenigen aus der Türkei insgesamt dunkler (besonders die Weibchen). Solche Formen werden aber auch in Europa gefunden. Das einzige konstante Merkmal bei marokkanischen Exemplaren ist die Verdopplung der Querlinie auf dem Hinterflügel. Leraut stufte daher Parapoynx maroccana zur Unterart herab. Das Taxon P. andalusica Speidel, 1982 kann von dieser Unterart nicht unterschieden werden und wurde daher synonymisiert.
Aus der Literatur sind folgende Unterarten bekannt:
- Parapoynx stratiotata stratiotata (Linnaeus, 1758)
- Parapoynx stratiotata maroccana Speidel, 1982

Aus der Literatur sind folgende Synonyme bekannt:
- Phalaena Geometra stratiotata Linnaeus, 1758
- Phalaena Pyralis stratiotalis [Denis & Schiffermüller], 1775
- Phalaena stratiotes Retzius, in de Geer, 1783
- Phalaena stratiolata Fourcroy, 1785
- Phalaena paludata Fabricius, 1794
- Scopula paludalis Schrank, 1802
- Pyralis stratiolatis Haworth, 1802
- Nymphula stratiotata ab. fasciata Teich, 1908
- Nymphula stratiotata ab. nigrata Krulikovsky, 1909
- Nymphula stratiotata ssp. amanica Osthelder, 1935
- Nymphula stratiotata population uralica Caradja, 1937, in Caradja & Meyrick, 1936–1937
- Parapoynx strationata Ganev, 1982
- Parapoynx andalusica Speidel, 1982

## Belege
1. 1 2 3  Patrice Leraut: Zygaenids, Pyralids 1. In: Moths of Europe. 1. Auflage. Volume III. NAP Editions, 2012, ISBN 978-2-913688-15-5, S. 129 (englisch).
2. 1 2 3 4 5 6 7 8  Barry Goater, Matthias Nuss, Wolfgang Speidel: Pyraloidea I (Crambidae, Acentropinae, Evergestinae, Heliothelinae, Schoenobiinae, Scopariinae). In: P. Huemer, O. Karsholt, L. Lyneborg (Hrsg.): Microlepidoptera of Europe. 1. Auflage. Band 4. Apollo Books, Stenstrup 2005, ISBN 87-88757-33-1, S. 58 (englisch).
3. ↑  Karl Traugott Schütze: Die Biologie der Kleinschmetterlinge unter besonderer Berücksichtigung ihrer Nährpflanzen und Erscheinungszeiten. Handbuch der Microlepidopteren. Raupenkalender geordnet nach der Illustrierten deutschen Flora von H. Wagner. Frankfurt am Main, Verlag des Internationalen Entomologischen Vereins e. V., 1931, S. 192
4. ↑  Parapoynx stratiotata bei Fauna Europaea. Abgerufen am 13. Januar 2013
5. ↑  Global Information System on Pyraloidea (GlobIZ). Abgerufen am 13. Januar 2013.